# Sumire Kikuchi
Sumire Kikuchi (菊池 純礼?, Kikuchi Sumire; 15 gennaio 1996) è una pattinatrice di short track giapponese.

## Biografia
È figlia di una pattinatrice che si affermò a livello nazionale in Giappone. Le sue sorelle Ayaka Kikuchi, Yuki Kikuchi, Moemi Kikuchi sono pattinatrici di livello internazionale.
Sua sorella Ayaka Kikuchi, specializzata nella velocità su ghiaccio, ha rappresentato il Giappone ai Giochi olimpici di Soči 2014 e Pyeongchang 2018, dove si è affermata campionessa olimpica nell'inseguimento a squadre. Le sorelle Yuki e Moemi gareggiano in coppa del mondo. Anche Yuki è stata convocata ai Giochi di Pyeongchang 2018.
Dal 2013 compete a livello internazionale per il Giappone nello short track. Nel 2015 si è avvicinata anche al pattinaggio di velocità su pista lunga.
Ha rappresentato il Giappone ai Giochi olimpici invernali di Pyeongchang 2018 gareggiando nei concorsi di short track dei 500 metri, dei 1000 metri, dei 1500 metri e nella staffetta 3000 metri.

## Palmarès

### Mondiali distanza singola
- 1 medaglia:
  - 1 argento (inseguimento a squadre a Heerenveen 2023).